# 祖逖
祖逖（266年—321年），字士稚，范阳郡逎县（今河北省保定市涞水县）人，东晋初期北伐将领。成語“闻鸡起舞”講的就是他和刘琨的故事。祖逖曾一度收復黃河以南大片土地，但及後因朝廷内乱，在他死後北伐功敗垂成。祖逖亦是一位極受人民愛戴的將領，他死後，所轄的豫州人人都好像父母離世那樣悲傷。

## 生平

### 早年生活
范阳祖氏世代为二千石一级的官员，连续九代人为孝廉，为北方的世族。祖逖少年时父母去世，哥哥祖该、祖纳等人都是豁达爽朗有才能。祖逖性格豁蕩，不修儀檢，十四五歲還未讀過書，曾令哥哥们憂心。但為人轻财好侠，慷慨而有志節，每到田舍都以兄長們的名義分穀帛救濟貧困的人，鄉里宗族因而看重他。及至祖逖博覽書籍，涉獵古今，往來洛陽時人人都称赞他有济世之才。僑居在陽平時曾獲舉孝廉和秀才，但都不應命。後任司州主簿。後曾先後擔任大司馬齐王司马冏和驃騎將軍長沙王司馬乂的屬官，最終升任太子中舍人、豫章王司馬熾的從事中郎。曾於永安元年（304年）隨晉惠帝北征鄴城，兵敗後逃回洛陽。

#### 闻鸡起舞
祖逖和刘琨一起担任司州主簿时，两人感情很好，常一起睡在同一张床上。有一天深夜，祖逖听到野鸡的叫声，把刘琨踢醒，说：“此非恶声也”。于是，两人都起床舞剑。刘琨和祖逖都有着远大的抱负，经常谈论世间事务，有时在深夜起床坐着，相互勉励：“若四海鼎沸，豪杰并起，吾与足下当相避于中原耳”。
后来，刘琨听说祖逖被东晋朝廷重用，在写给亲人故友的信中写道：“吾枕戈待旦，志枭逆虏，常恐祖生先吾着鞭”。

### 舉眾南下
永嘉五年（311年）匈奴族刘曜率汉军攻陷洛阳，晋怀帝被俘，中原大乱，祖逖率亲邻几百家避难南下，與他們甘苦与共，又富有謀略，於是被推为他們行旅的首领——行主。祖逖至泗口（今江苏淮阴北），镇东大将军司马睿任命他为徐州刺史，不久征为军咨祭酒，移居京口（今江苏镇江）。

### 中流擊楫
祖逖眼見東晉一片混亂，決心要振興晉朝，為此禮遇甚至縱容那些暴桀勇武的門客，望日後北伐時他們能作出貢獻。同時又上书司马睿，力请北伐。司马睿以祖逖为奋威将军、豫州刺史，但因司馬睿一心鞏固初建的江東政權，無心北伐，於是只給予一千人的粮食和三千匹布作为北伐物资，不给盔甲和兵器，让祖逖自己招募士兵。但祖逖仍带着随他南下的部曲百余家北渡长江，祖逖在江中敲打着船桨，发誓说：“祖逖如果不能使中原清静安宁光复成功，就让长江来作证！”祖逖的言辞神色十分慷慨激昂，众人无不感慨叹息。于是到淮阴驻扎，建造熔炉冶炼浇铸兵器，又招募了二千多人然后继续前进。

### 收復豫州
当时，流民坞主張平、樊雅兩人在譙郡擁兵自重，表面臣服於東晉。祖逖北屯蘆州後曾派參軍殷乂訪問二人，但因殷乂輕蔑張平而令張平和樊雅勒兵固守，祖逖進攻了一年多也不能成功，只有利誘張平部將謝浮借機殺死張平，祖逖則進據太丘。但樊雅和張平餘眾仍據譙城對抗祖逖，更加派兵襲擊祖逖，相持不下。祖逖因得蓬陂坞主陈川派將領李頭和南中郎將王含派桓宣支援，成功擊敗並勸降樊雅，得以進據谯城（今安徽亳州）。隨即又擊敗前來討伐的石虎。
但其後李頭因獲祖逖贈馬而非常仰慕祖逖，竟惹來陳川的憤恨。陳川將李頭殺死，但李頭部眾及後投奔祖逖。陳川於是派人大掠豫州诸郡，被祖逖派兵击溃。祖逖将陳川所掠子女财物各归原主，因而深得民心。陈川見此十分畏懼，於太兴二年（319年）改投石勒。祖逖於是率军討伐，石勒則遣石虎领兵五万救援，祖逖因連番失利而退回淮南。石虎收兵大掠豫州後留將領桃豹等留守陳川故城西臺。太兴三年（320年）祖逖派韓潛守東臺，相持四十日後，祖逖設計令胡兵以為晉軍兵糧充足，反見自己饑餓而失去士氣。後祖逖更派兵奪去石勒給桃豹的軍糧，逼令桃豹退守東燕城。祖逖因而盡得二臺，並派韓潛進佔封丘壓逼桃豹，自己則進屯雍丘（今河南杞县）。
祖逖及後更多次出兵攔截石勒軍，令屯駐當地的石勒部眾都漸感困窘。後石勒所派的精銳騎兵又被祖逖擊破，很多駐守當地的石勒部眾於是向祖逖歸降。同時祖逖亦因厚待候騎捕獲的濮陽人而獲他領鄉里歸降，同時亦遣使令當時經常互相討伐的晋室将领李矩、郭默、上官巳、赵固等和解並听从祖逖指挥，於是祖逖成功收复黄河以南中原地區的大部分土地。

### 圖平河北
祖逖军纪严明，自奉俭约，不畜资产，劝督农桑，子弟帶頭发展生产，又收葬枯骨並祭祀，於是深得百姓爱戴。黄河北岸坞壁群众亦感激和愛戴祖逖，於是向祖逖密报石勒的活动。東晉於是升祖逖為鎮西將軍。石勒見祖逖勢力強盛，不敢南侵，於是在成皋縣和范陽營修祖逖母親及祖父、父親的墳墓，又遣书請求通商。祖逖虽然沒回信，却任凭通商贸易，更收利十倍。此時石勒又殺叛晉歸降的祖逖部將表示友好，祖逖亦與石勒修結和好，禁止邊將進侵後趙，於是邊境暫得和平。但同時祖逖卻营缮虎牢（今河南荥阳汜水镇），秣马厉兵，积蓄力量，准备向北岸推进。

### 北伐遺恨
大兴四年（321年），晋元帝司马睿派遣戴渊为征西将军、都督司、兖、豫、并、雍、冀六州诸军事、司州刺史，以监督祖逖。祖逖認為戴淵雖有才望，但無遠大的志向和識見，無助於北伐，而且自己既收復黃河以南大片土地，卻突然由如此從容不迫的文臣統領，甚為不快。同時，祖逖忧虑權臣王敦和寵臣劉隗等对立，内乱將會爆发，北伐难成，於是因激憤患病。祖逖雖然患病，但仍然用心修繕虎牢城，北臨黃河，西接成皋，四望甚遠；同時亦派人修築營壘作為南部部隊的據點以防後趙進侵。但營壘尚未建成，祖逖就於雍丘病死，享年五十六歲，東晉追贈車騎將軍。次年王敦發動王敦之亂，接手豫州的弟弟祖約無力抵抗乘機進攻的石勒而南退，原本已收復的土地於是又被石勒攻佔。

## 評價
- 成海應：“石勒所畏忌者， 祖逖也。逖久處其任，專制河南，則中原有恢復之望。而晉人無意於中原，故使戴淵統之。是時，夷羯交冦，而懷愍遘禍，其汲汲於北征，宜如何而乃反雍容。江左王刁，紛然釁隙，晉德之不弘，可知矣。逖有志於功名而已，非有遠識，故不能下人，見淵來統，乃至感忿，發病以卒，逖若不卒，則王敦不敢搆亂。殆百六之運， 固不可逃，而陸沈之勢，不可遽止，此豈容人事哉。”[9]

## 家庭

### 祖父
- 祖伟，字元雄[10]

### 父亲
- 祖武，字林宗，晋王掾、上谷太守。祖逖少年时过世

### 兄弟
- 祖該，祖逖兄長，開爽有才幹
- 祖納，祖逖異母兄，西晉時官至中護軍、太子詹事。後到江東避亂，司馬睿作丞相時曾任軍諮祭酒。後被祖約排斥而閑居
- 祖約，祖逖同母弟，祖逖死後領兄長部眾並守豫州。蘇峻之亂時與蘇峻勾結，失敗後投奔石勒，但宗族全被石勒所殺

### 夫人
- 高阳許氏，許柳姊

### 儿子
- 祖涣[11]，沛內史
- 祖谧[11]
- 祖谁[11]
- 祖极[11]
- 祖道重，祖逖庶子，祖約被殺時被曾受恩於祖逖的胡將王安暗中救走。[11]

## 延伸阅读
[在维基数据编辑]
 《晉書·卷062》，出自房玄齡《晉書》

## 附註
1. ↑  《晋书·卷六十二·列传第三十二·祖逖》：豫州士女若喪考妣，譙梁百姓為之立祠
2. ↑  《世说新语注·德行第一·26》：王隐晋书曰：“祖纳字士言，范阳遒人，九世孝廉。纳诸母三兄，最治行操，能清言，历太子中庶子，廷尉卿。避地江南，温峤荐为光禄大夫。”
3. ↑  《晋书·卷六十二·列传第三十二·祖逖》：祖逖字士稚，范阳遒人也。世吏二千石，为北州旧姓。父武，晋王掾、上谷太守。逖少孤，兄弟六人。兄该、纳等并开爽有才干。逖性豁荡，不修仪检，年十四五犹未知书，诸兄每忧之。然轻财好侠，慷慨有节尚，每至田舍，辄称兄意，散谷帛以赒贫乏，乡党宗族以是重之。后乃博览书记，该涉古今，往来京师，见者谓逖有赞世才具。侨居阳平。年二十四，阳平辟察孝廉，司隶再辟举秀才，皆不行。与司空刘琨俱为司州主簿，情好绸缪，共被同寝。中夜闻荒鸡鸣，蹴琨觉曰：“此非恶声也。”因起舞。逖、琨并有英气，每语世事，或中宵起坐，相谓曰：“若四海鼎沸，豪杰并起，吾与足下当相避于中原耳。”
4. ↑  《晋书·卷六十二·列传第三十二·祖逖》：逖以社稷倾覆，常怀振复之志。宾客义徒皆暴桀勇士，逖遇之如子弟。时扬土大饥，此辈多为盗窃，攻剽富室，逖抚慰问之曰：“比复南塘一出不﹖”或为吏所绳，逖辄拥护救解之。谈者以此少逖，然自若也。时帝方拓定江南，未遑北伐，逖进说曰：“晋室之乱，非上无道而下怨叛也。由藩王争权，自相诛灭，遂使戎狄乘隙，毒流中原。今遗黎既被残酷，人有奋击之志。大王诚能发威命将，使若逖等为之统主，则郡国豪杰必因风向赴，沈溺之士欣于来苏，庶几国耻可雪，愿大王图之。”帝乃以逖为奋威将军、豫州刺史，给千人廪，布三千匹，不给铠仗，使自招募。仍将本流徙部曲百余家渡江，中流击楫而誓曰：“祖逖不能清中原而复济者，有如大江！”辞色壮烈，众皆慨叹。屯于江阴，起冶铸兵器，得二千余人而后进。
5. ↑  《资治通鉴·卷八十八》：初，范阳祖逖，少有大志，与刘琨俱为司州主簿，同寝，中夜闻鸡鸣，蹴居觉曰：“此非恶声也！”因起舞。及渡江，左丞相睿以为军咨祭酒。逖居京口，纠合骁健，言于睿曰：“晋室之乱，非上无道而下怨叛也，由宗室争权，自相鱼肉，遂使戎狄乘隙，毒流中土。今遗民既遭残贼，人偲自奋，大王诚能命将出师，使如逖者统之以复中原，郡国豪杰，必有望风响应者矣！”睿素无北伐之志，以逖为奋威将军、豫州刺史，给千人廪，布三千疋，不给铠仗，使自召募。逖将其部曲百余家渡江，中流，击楫而誓曰：“祖逖不能清中原而复济者，有如大江！”遂屯淮阴，起冶铸兵，募得二千余人而后进。
6. ↑  《晋书·祖逖》載：「逖設奇以擊之，季龍大敗。」但《資治通鑑》、《元帝紀》及《石勒傳》皆稱祖逖戰敗
7. ↑  历经丧乱的中原父老说：“吾等老矣！更得父母，死将何恨！”，又有歌唱著：「幸哉遺黎免俘虜，三辰既朗遇慈父。玄酒忘勞甘瓠脯，何以詠恩歌且舞。」
8. ↑  按《元帝紀》，祖逖曾先後進位平西將軍和改任平北將軍，但本傳無說明何時進位。
9. ↑  《硏經齋全集續集·冊10·史論·祖逖》
10. ↑  《世说新语敬胤注·赏誉门》：祖逖字士稚，范阳逎人也。祖伟，字元雄。父武，字林宗，上谷太守。
11. 1 2 3 4 5  《世说新语敬胤注·赏誉门》：逖子换谧谁极。羡字玄舒，州治中。羡子肇，员外常侍。肇孙茂之、法开、献之等。